# Tir als Jocs Olímpics d'estiu de 1920 - Tir al cérvol, doble tret per equips
La competició de tir al cérvol, doble tret per equips va ser una de les vint-i-una proves del programa de Tir dels Jocs Olímpics d'Anvers de 1920. Es disputà el 27 de juliol de 1920 i hi van prendre part 20 tiradors procedents de 4 nacions diferents.

## Medallistes
| Or                                                                                         | Plata                                                                                       | Bronze                                                                                           |
| NoruegaThorstein Johansen · Einar Liberg · Ole Lilloe-Olsen · Harald Natvig · Hans Nordvik | SuèciaEdward Benedicks · Bengt Lagercrantz · Fredric Landelius · Alfred Swahn · Oscar Swahn | FinlàndiaYrjö Kolho · Toivo Tikkanen · Nestori Toivonen · Vilho Vauhkonen · Karl Magnus Wegelius |

## Resultats
| Pos.   | Nació        | Tirador              | Punts      | Punts |
| Pos.   | Nació        | Tirador              | Individual | Total |
| ------ | ------------ | -------------------- | ---------- | ----- |
| Or     | Noruega      | Ole Lilloe-Olsen     | 77         | 343   |
| Or     | Noruega      | Thorsten Johansen    | 74         | 343   |
| Or     | Noruega      | Harald Natvig        | 68         | 343   |
| Or     | Noruega      | Einar Liberg         | 62         | 343   |
| Or     | Noruega      | Hans Nordvik         | 62         | 343   |
| Plata  | Suècia       | Fredric Landelius    | 70         | 336   |
| Plata  | Suècia       | Alfred Swahn         | 69         | 336   |
| Plata  | Suècia       | Oscar Swahn          | 68         | 336   |
| Plata  | Suècia       | Bengt Lagercrantz    | 65         | 336   |
| Plata  | Suècia       | Edward Benedicks     | 64         | 336   |
| Bronze | Finlàndia    | Toivo Tikkanen       | 69         | 285   |
| Bronze | Finlàndia    | Karl Magnus Wegelius | 64         | 285   |
| Bronze | Finlàndia    | Nestor Toivonen      | 57         | 285   |
| Bronze | Finlàndia    | Yrjö Kolho           | 54         | 285   |
| Bronze | Finlàndia    | Vilho Vauhkonen      | 41         | 285   |
| 4      | Estats Units | Lloyd Spooner        | 66         | 282   |
| 4      | Estats Units | Willis Lee           | 58         | 282   |
| 4      | Estats Units | Lawrence Nuesslein   | 56         | 282   |
| 4      | Estats Units | Carl Osburn          | 52         | 282   |
| 4      | Estats Units | Thomas Brown         | 50         | 282   |